# Tropidosaura essexi
Tropidosaura essexi är en ödleart som beskrevs av  Hewitt 1927. Tropidosaura essexi ingår i släktet Tropidosaura och familjen lacertider. Inga underarter finns listade i Catalogue of Life.